# Hakenstedt
Haldensleben là một đô thị thuộc huyện Börde, bang Saxony-Anhalt, Đức.
Đô thị Hakenstedt có diện tích 137,69 km², dân số cuối năm 2006 là 19.618 người.